# Man in Black (pjesma)
"Man in Black" (ili "The Man in Black", engl. za "Čovjek u crnom") je protestna pjesma koju je napisao i otpjevao country glazbenik Johnny Cash. Pjesma je prvotno izdana 1971. na istoimenom albumu). Pjesma je kasnije postala zaštitna pjesma Johnny Casha koji je zbog svog načina oblačenja dobio isti nadimak. Stihovi pjesme u kojima se najbolje vidi bunt su:
I wear the black for the poor and the beaten down, Livin' in the hopeless, hungry side of town
Nosim crno za siromašne i ponižene, za one koji žive u beznandnom, gladnom dijelu grada,
I wear it for the prisoner who has long paid for his crime, But still is there because he's a victim of the times.
Nosim ga za zatvorenika koji je odavna platio svoj grijeh, ali je još unutra jer je žrtva (ovog) vremena.

## Na Billboard ljestvici (Sjeverna Amerika)
| Godina | Singl          | Vrsta glazbe | Pozicija |
| ------ | -------------- | ------------ | -------- |
| 1971.  | "Man in Black" | country      | 3        |
| 1971.  | "Man in Black" | pop          | 58       |